# Yoann Bagot
Yoann Bagot (Salon-de-Provence, 6 september 1987) is een Frans voormalig wielrenner die laatstelijk voor de Vital Concept-B&B Hotels geheten wielerploeg uitkwam. Hij is de zoon van oud-wielrenner Jean-Claude Bagot.
In 2007 was hij als stagiair actief bij Crédit Agricole. In 2010 kreeg hij een stageplaats bij Cofidis en bij deze ploeg stond hij van 2011-2017 ook onder contract. In 2018 stapte hij over naar de nieuwe ploeg van Vital Concept.

## Belangrijkste overwinningen
2009
Bordeaux-Saintes
2010
Parijs-Mantes-en-Yvelines
2013
6e etappe Ronde van Turkije
1e etappe Ronde van Gévaudan Languedoc-Roussillon
Eindklassement Ronde van Gévaudan Languedoc-Roussillon

## Resultaten in voornaamste wedstrijden
| Jaar | Ronde van Italië | Ronde van Frankrijk | Ronde van Spanje |
| ---- | ---------------- | ------------------- | ---------------- |
| 2011 |                  |                     | 116e             |
| 2012 |                  |                     | opgave           |
| 2013 |                  | opgave              | 21e              |
| 2014 |                  |                     | 119e             |
| 2015 |                  |                     | 98e              |
| 2016 |                  |                     | opgave           |
| 2017 |                  |                     |                  |
| 2018 |                  |                     |                  |
| 2019 |                  |                     |                  |

| Jaar | Amstel Gold Race | Luik-Bast.‑Luik | Ronde van Lombardije | Waalse Pijl | Brabantse Pijl |
| ---- | ---------------- | --------------- | -------------------- | ----------- | -------------- |
| 2011 |                  |                 |                      |             |                |
| 2012 |                  |                 |                      |             |                |
| 2013 |                  |                 |                      |             |                |
| 2014 |                  |                 |                      |             |                |
| 2015 |                  | opgave          |                      | opgave      |                |
| 2016 |                  | 114e            |                      |             | 16e            |
| 2017 |                  | 77e             | opgave               | 166e        | 39e            |
| 2018 | opgave           |                 |                      | opgave      | opgave         |
| 2019 |                  | opgave          |                      |             |                |

## Ploegen
2007 –  Crédit Agricole (stagiair vanaf 1 augustus)
2010 –  Cofidis, le Crédit en Ligne (stagiair vanaf 1 augustus)
2011 –  Cofidis, le Crédit en Ligne
2012 –  Cofidis, Solutions Crédits
2013 –  Cofidis, Solutions Crédits
2014 –  Cofidis, Solutions Crédits
2015 –  Cofidis, Solutions Crédits
2016 –  Cofidis, Solutions Crédits
2017 –  Cofidis, Solutions Crédits
2018 –  Vital Concept Cycling Club
2019 –  Vital Concept-B&B Hotels

## Noot
1. ↑  Na diskwalificatie van Mustafa Sayar.